# Fiskekrok

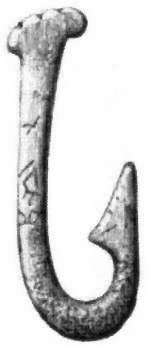
Metkrok av ben från stenåldern, funnen i Skåne

En fiskekrok är ett redskap som används vid fiske för att agnas med olika beten, varvid fisken fastnar på kroken när den försöker äta av betet. Kroken har vanligen en ögla där linan fästs och en hulling på spetsen som gör att kroken fastnar. Alternativa utformningar är hullinglösa och cirkelkrokar.
Det finns krokar utan ögla, som kallas för spade-end och används främst vid tävlingsmete, men annars är alla krokar utrustade med en ögla. Allt efter hur många krokar som är fästa vid samma ögla talar man om enkelkrok, dubbelkrok eller trekrok (eller trippelkrok). Enkelkrok används främst vid mete och vanligt flugfiske. Dubbelkrok används traditionellt bara vid utterfiske eller ibland vid laxflugfiske. Trippelkrok används vid flera vanliga fiskemetoder.
Kroken fästs ibland med hjälp av fjäderring i drag (fiske), spinnare och wobbler. En fjäderring är en ring som oftast är cirkelformad, men kan även vara elliptisk, och som används för att fästa en krok eller lekanden i drag, spinnare eller wobbler, oftast två eller tre varv runt.
Hullinglösa krokar används oftast när man inte vill behålla fisken man fångar utan släpper tillbaka den levande i vattnet, skadar fångad fisk mindre.
En cirkelkrok är en krok som består av en enkelkrok och används främst vid mete. Den anses vara skonsam mot fisken och är vanlig i situationer där fiskaren avser att återsätta fisken.
Man räknar krokar i olika storlekar från 1 till 24, där 1 är störst och 24 är minst. Ännu större krokar benämns 1/0, 2/0, 3/0 o.s.v.
Några kända tillverkare av fiskekrok:
- Eagle Claw, USA
- Mustad, Norge
- Owner, USA, tillverkar även jigghuvuden.
- VMC, Frankrike